# 伊卜拉伊木·库尔班
伊卜拉伊木·庫爾班（Ibrahim Kurban，2001年2月28日—），中华人民共和国維吾爾族足球運動員，司職後衛現時效力 中国足球乙级联赛 球隊 江西黑马青年。